# Grevillea tripartita
Grevillea tripartita är en tvåhjärtbladig växtart. Grevillea tripartita ingår i släktet Grevillea och familjen Proteaceae.

## Underarter
Arten delas in i följande underarter:
- G. t. macrostylis
- G. t. tripartita